# Aegle nubila
Aegle nubila är en fjärilsart som beskrevs av Otto Staudinger 1891. Aegle nubila ingår i släktet Aegle och familjen nattflyn. Inga underarter finns listade i Catalogue of Life.